# Leptotrichella acutidentata
Leptotrichella acutidentata là một loài Rêu trong họ Dicranaceae. Loài này được (Tixier) Ochyra mô tả khoa học đầu tiên năm 1997.